# 跳橡皮筋

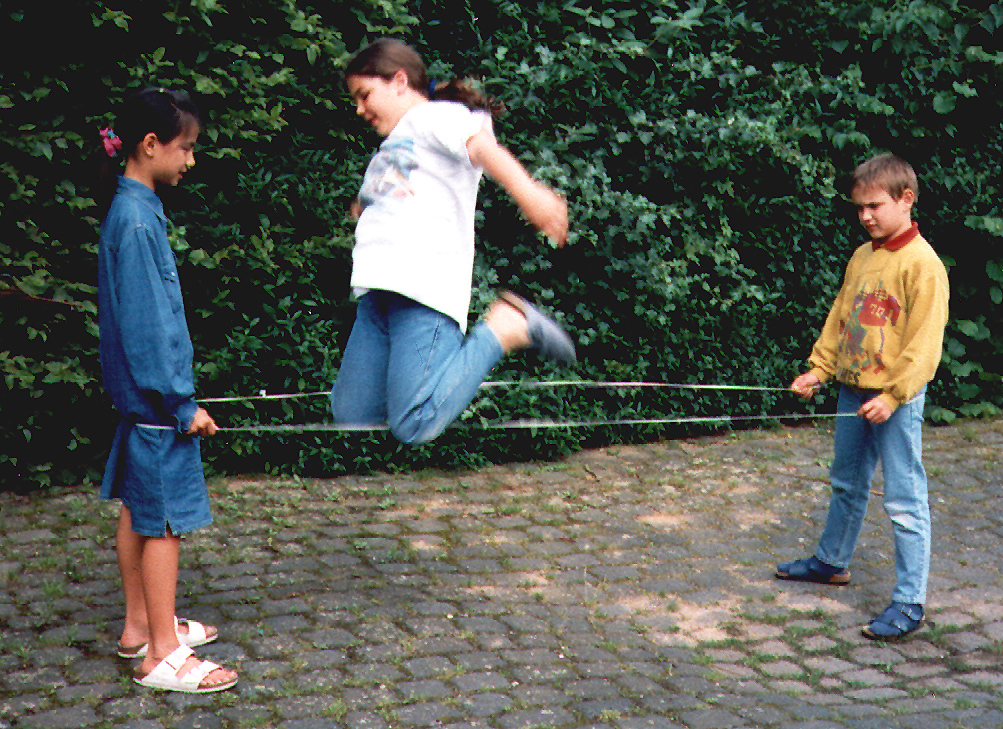
三个德国儿童在跳橡皮筋

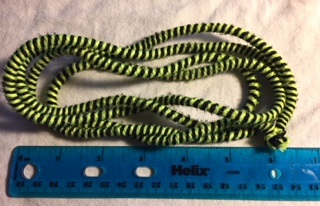

跳橡皮筋（港澳地区常称跳橡筋繩）是经典的儿童游戏之一。1960年代至1990年代间极为流行，尤其深得女孩子喜爱，但进入21世纪后，随着经济发展和娱乐方式的增多，跳橡皮筋这种游戏逐渐淡出了孩子们的视线。

## 游戏方法
跳橡皮筋要求双脚跳跑动作中完成全身各种规定动作。跳跃为主，期间穿插挑、跨、碰、踢、绊、绕、盘、踩、顶、转等十几种基本动作，以及由基本动作衍生的花式动作，并配以朗朗上口的流行儿童歌谣，如“马兰花”的「馬蘭花啊馬蘭花，風吹雨打都不怕，勤勞的人們在說話，請你馬上就開花。馬蘭開花二十一，二二五六，二二五七，二八二九三十一。三三五六……」和“我去上学校”等。也有以英雄事蹟為內容的歌謠，例如「董存瑞，十八歲，爲國犧牲炸堡壘，炸到堡壘咯咯脆，全國人民流眼淚。」和「向秀麗，頂呱呱，雄雄烈火也不怕，英勇犧牲為國家。」。在香港，童謠的內容則有「小皮球、花生油、奶兒開花七十一。
一五六、一五七、一八一九二十一。二五六、二五七、二八二九三十一。三五六、三五七、三八三九四十一……八五六、八五七、八八八九九十一。」。
在臺灣為「小皮球，香蕉油，滿地開花二十一。二五六、二五七、二八二九三十一。三五六、三五七、三八三九四十一。......八五六、八五七、八八八九九十一。」

## 游戏规则
由两人或多人拉着约三四米长的橡皮筋固定，选取动作，跳错步伐者则出局。遊戲升級則是將皮筋的高度隨著玩家的完成度逐漸向上提升。首先是腳底，然後繼為腳踝、小腿中央、膝蓋、胯下、腰間、胳肢窩、肩膀、耳頂和頭頂的位置。過了頭頂的高度後，還有最後兩個階段，分別為頭頂的高度再加上單掌手指散開時，拇指與尾指間的距離及將手向上伸至最高時的位置。